# Мюрдаль, Ян
Ян Мю́рдаль (швед. Jan Myrdal; 19 июля 1927 — 30 октября 2020) — шведский левый журналист, писатель и политический деятель. Почётный доктор Колледжа Упсала в Нью-Джерси, США и Нанькайского университета в КНР, кавалер ордена Искусств и литературы.

## Биография
Родился 19 июля 1927 года в Стокгольме в семье Нобелевских лауреатов, социал-демократов Гуннара Мюрдаля и Альвы Мюрдаль. Детство провёл у бабушки и дедушки в Торезунде, с 1934 года, после смерти деда, жил с родителями в Женеве, Нью-Йорке и Стокгольме.
С 1942 года сотрудничал с социалистической организацией Clarté; весной 1943 году вступил в Шведский коммунистический союз молодёжи; в 1944 году участвовал в работе его конгресса. С 1944 года работал журналистом газеты Värmlands Folkblad.
Работал на фестивалях молодёжи и студентов в Будапеште (1949), Берлине (1951), Бухаресте (1953) и в Москве (1957). В течение более чем полувека был беспартийным (хотя часто встречаются сообщения о его связи с Коммунистической партией).
Посетив КНР, стал горячим сторонником маоизма и написал «Репортаж из китайской деревни» (1963), благодаря которому получил известность в политических и литературных кругах. Являлся защитником неограниченной свободы слова. В то же время являлся сторонником режима Пол Пота и одобрял бессудные казни и являлся ярым противником американской демократии.
Посетив в 1978 году Демократическую Кампучию, стал горячим сторонником полпотовского режима, публиковал множество репортажей, осуждал политику США по отношению к происходящему в Камбодже и стремление США спасти жизни миллионов граждан Камбоджи.
В 2008 году создано литературное «Общество Яна Мюрдаля», ежегодно вручающее Ленинскую премию Яна Мюрдаля, одну из крупнейших литературных премий Швеции, в размере 100 000 шведских крон, и малую премию Яна Мюрдаля — премию Робеспьера в размере 10 000 шведских крон. Одной из целей общества является опубликование в оцифрованной версии текстов, книг, фильмов Яна Мюрдаля. Первым на сайте общества был опубликован фильм Myglaren.
До своей смерти проживал в шведском городе Варберге.
Скончался 30 октября 2020 года в Халланде.

### Семья
- Первая супруга (в 1948—1952) — Надя Викинг (швед. Nadja Wiking), архитектор.
  - сын — Янкен Мюрдаль (швед. Janken Myrdal).
- Вторая супруга (в 1952—1956) — Май Лидберг (швед. Maj Lidberg), социальный работник.
  - дочь — Ева Мюрдаль (швед. Eva Myrdal).
- Третья супруга (в 1963—2007) — Гун Кессле (швед. Gun Kessle; ум. 2007), художница и фотограф; иллюстрировала книги мужа.
- Четвёртая супруга и вдова (в 2008-2020) — Андреа Мюрдаль (швед. Andrea Gaytán Vega), переводчица.

## Творчество

### Статьи
- Singing the poetry of the people (об индийском поэте Шри Шри)
- В 2010 году участвовал в мемориальных чтениях в честь Анурадхи Ганди.

Публикации на русском языке
- Мюрдаль Я. Возвращение : [Повесть] / Пер. со швед. Е. Суриц. — М.: Изд-во иностр. лит., 1960. — 140 с.
- Мюрдаль Я. Стокгольмская история : Возвращение : [Повести] / Пер. со швед.; [Предисл. П. Топер]. — М.: Мол. гвардия, 1964. — 335 с.

### Фильмография
- 1966 Myglaren (ТВ) — режиссёр, сценарист
- 1966 Lahti '66 — kansainvälinen kirjailijakokous (ТВ документальный) — камео
- 1975 Gäst hos Hagge (ТВ-сериал) : выпуск 21 марта 1986 — камео
- 1987 Не входить: Визовая война против идей / Do Not Enter: The Visa War Against Ideas (документальный) — камео